# 후카가와 마이
후카가와 마이(일본어: 深川 麻衣, 1991년 3월 29일 ~ )는 일본의 배우이자 모델이다. 아이돌 그룹 노기자카46의 전직 멤버이다.

## 출연

### 텔레비전 드라마
- NHK 대하드라마(NHK 종합)
  - 2015년 《꽃 타오르다》 - 시녀 역
  - 2021년 《청천을 찔러라》 - 카즈노미야 역
- 2019년 《일본 낡은 숙소 기행》 (TV 도쿄) 시노미야 하루코
- 결혼 못하는 남자 시즌 2(후지TV-KTV, 2019년) - 사키 토나미 역

### 영화
- 《사랑이 뭘까》 (2019년) 요코 역
- 《퍼레이드》 (2024년)